# Xã Gibson, Quận Washington, Indiana
Xã Gibson (tiếng Anh: Gibson Township) là một xã thuộc quận Washington, tiểu bang Indiana, Hoa Kỳ. Năm 2010, dân số của xã này là 1.176 người.